# Paratraea
Paratraea é um gênero de mariposa pertencente à família Crambidae.